# الانتخابات الرئاسية الكينية 1992

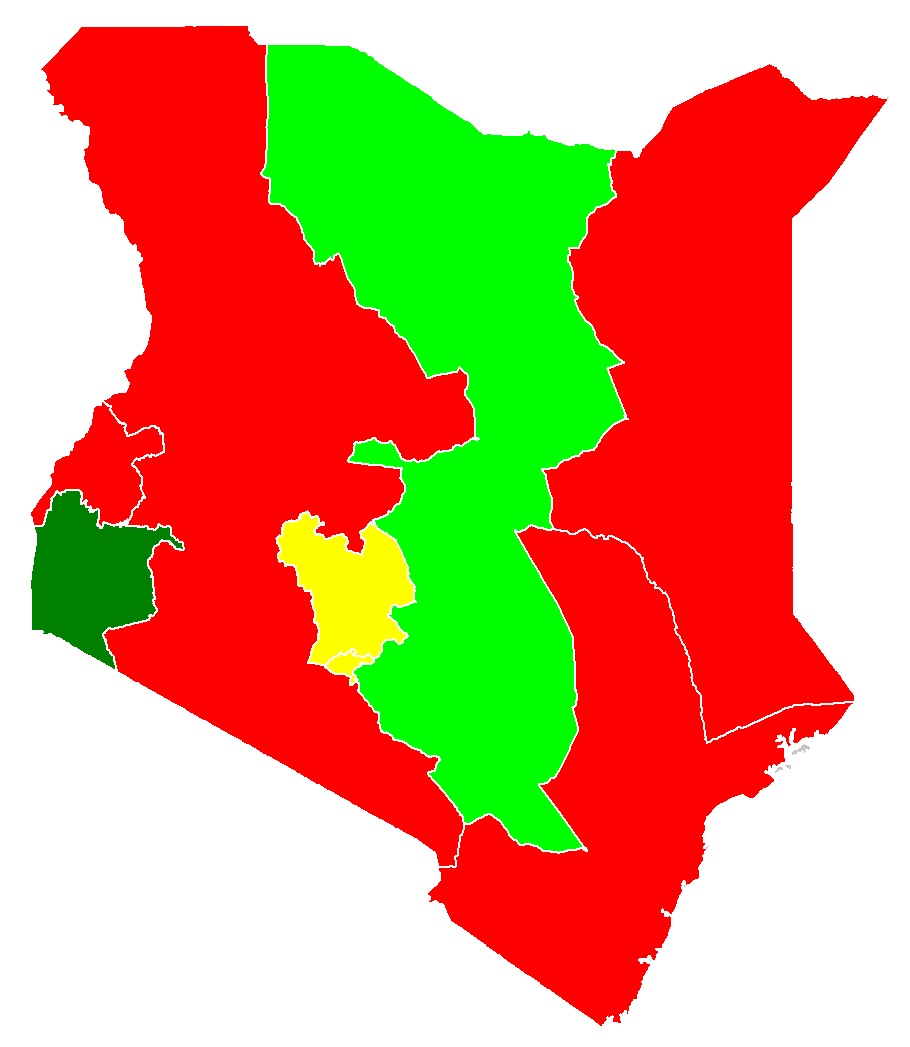

الانتخابات الرئاسية الكينية 1992 هي أول إنتخابات تعددية نظمت في كينيا في 1992, وقد برزت حدة تلك المعارك في الصراع ما بين المعارضة وبين حزب «كانو» الحاكم؛ لكن سرعان ما أكتسبت هذه الصراعات بعدا إثنيا في مناطق معينة، وذلك في سعي لتنظيف مناطق جغرافية معينة من المعارضة. كما كان من الواضح أيضا أن هذه الهجمات استهدفت مواطنين من إثنيات معينة تشكل دعامة انتخابية للمعارضة؛ مما شكل دليلا آخر على دخول العامل العرقي بشكل جدي على أجندات العملية السياسية.